# St.-Clemens-Kirche (Brunssum)

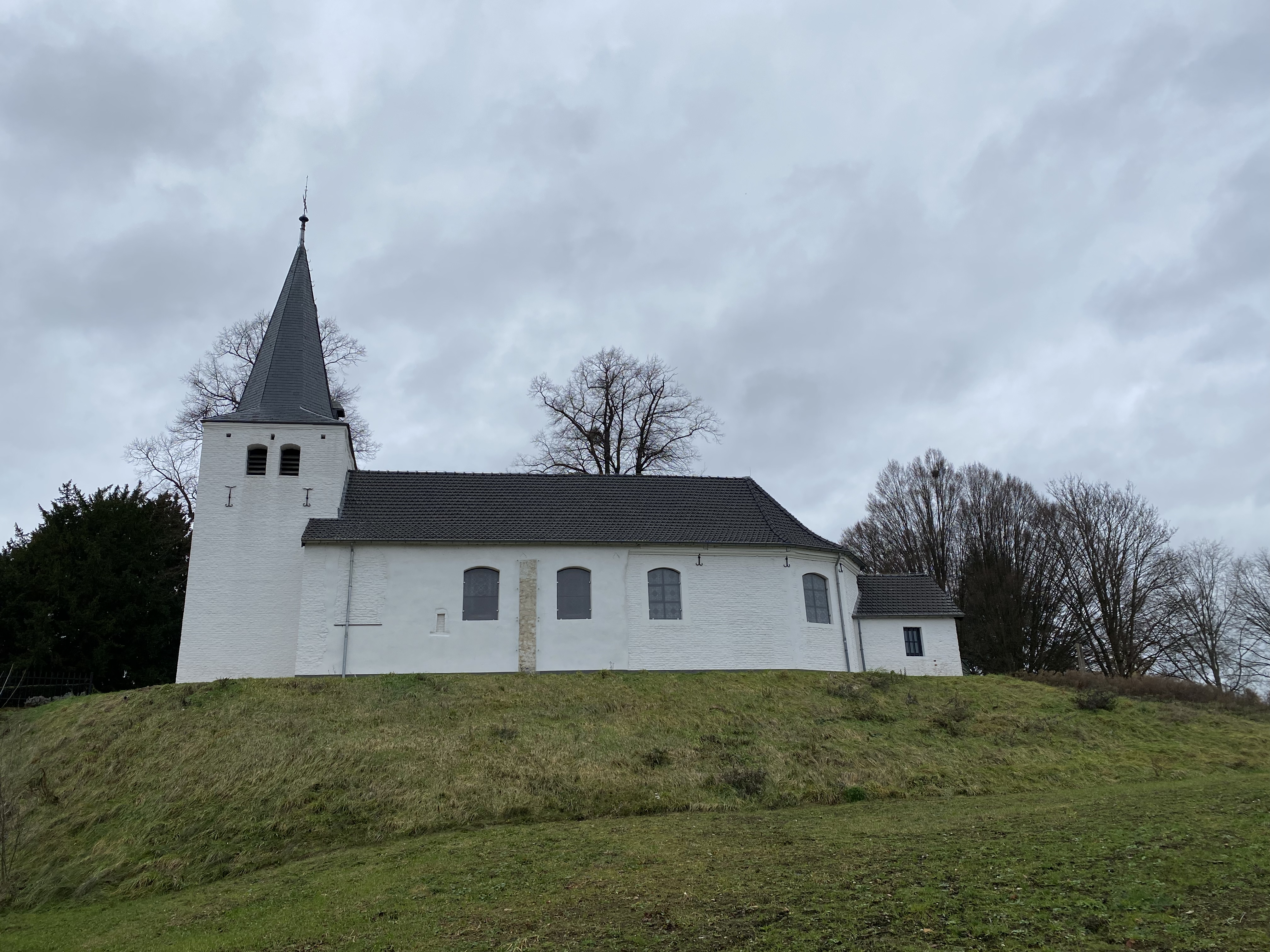
Südfassade und Kirchturm (2022)

Die St.-Clemens-Kirche liegt im Norden der Gemeinde Brunssum in der Provinz Limburg der Niederlande, direkt an der Grenze zum Ortsteil Merkelbeek der früheren Gemeinde Onderbanken, die seit 2019 in der Gemeinde Beekdaelen aufgegangen ist. Zusammen mit der Lourdesgrotte, dem Grabmal des Ehepaars Baron de Negri und der Kirchhofmauer steht sie in der Liste der Reichsmonumente der Niederlande. Sie ist heute profaniert und dient als Ort für Heiraten und kulturelle Veranstaltungen.

## Geschichte
Die Kirche liegt auf einer Erhebung an der Nordseite des Merkelbeekbaches. Hier führte die Römerstraße Aachen-Xanten auf dem Abschnitt zwischen Heerlen und Tüddern über den Bach. Eine zweite römische Straße kreuzte dort, vermutlich eine Verbindung von Gangelt nach Maastricht.
Die Kirche wurde um das Jahr 1000 erbaut. Sie ist dem Hl. Clemens geweiht. 1234 gibt es einen Bericht über eine Versammlung des Dekanats Susteren, in der ein Priester von Merkelbeek erwähnt wird, weshalb angenommen werden kann, dass es sich zu dieser Zeit um eine selbständige Pfarrei handelt. St. Clemens diente als Pfarrkirche, bis 1879 im heutigen Merkelbeek in knapp 2 km Entfernung die große neugotische Sankt Clemenskirche erbaut und eingeweiht worden war.
Ursprünglich eine Saalkirche, gab es im Laufe der Zeit mehrfach Veränderungen: 1746 wurde der Turm überarbeitet, es waren Seitenschiffe angebaut, die heute wieder verschwunden sind. Die Gemeinde Brunssum führte die letzte große Renovierung 2013/14 durch.
Mit der Verlegung der Pfarrkirche in die heutige Ortschaft Merkelbeek, die 1875 vom Architekten J. Kayser entworfen und 1879 eingeweiht wurde, begann der Aufbau eines Klosterkomplexes direkt neben der alten Kirche. Die Schwestern der Liebe vom kostbaren Blut aus Sittard gründeten eine Niederlassung und widmeten sich der Betreuung pflegebedürftiger Menschen. 1886 legten sie neben der Kirche eine Lourdesgrotte an und es entwickelte sich ein lokal bedeutsamer Wallfahrtsort. Da die Schwestern dies nicht mehr bewältigen konnten, wurde das Kloster nach Verhandlungen mit der Benediktinerabtei Affligem den Schwestern abgekauft und 1893 eine benediktinische Niederlassung gegründet.

## Vorgeschichte der Benediktinerabtei Merkelbeek
1851 war innerhalb der Cassinensischen Kongregation der Benediktiner die neue Provinz der Sublazenser Provincia Sublacensis S. Scholasticae gegründet worden, die sich rasch u. a. in Spanien, Frankreich und Belgien verbreitete. Unter den Mönchen der Kongregation befanden sich auch Deutsche und eine Ausbreitung nach Deutschland wurde überlegt. Dann begann 1871 der Kulturkampf und als Folge des Klostergesetzes von 1875 suchten umgekehrt viele deutsche Mönche gerade in belgischen Klöstern Zuflucht.
Pater Godehard Heigl (1825–1907) war 1859 von Italien kommend ins Kloster Dendermonde in Belgien geschickt worden und half beim Aufbau der neu gegründeten Niederlassung der Sublazenser. 1870 bot sich der Kongregation die Möglichkeit, die Abtei Affligem wieder zu besiedeln. 1877 wählte ihn dort der Konvent zum Oberen. 1887 wurde Affligem zur Abtei erhoben und Godehard zum Abt gewählt. Eines seiner langfristig verfolgten Ziele war die Wiederansiedlung der Benediktiner in Preußen. Mit der Aufhebung des Klostergesetzes 1887 waren bald alle großen Orden wieder im Erzbistum Köln vertreten mit Ausnahme der Jesuiten (das Jesuitengesetz war noch immer gültig) und der Benediktiner. Nachdem schon einige Vorhaben gescheitert waren, griff Abt Godehard sofort zu, als sich die Möglichkeit bot, für die deutschen Mönche der Kongregation ein Kloster in Merkelbeek in Grenznähe zu Preußen als Zwischenlösung aufzubauen. In einem weiteren Sinne ist Merkelbeek also ein Kulturkampfkloster, da vor 1887 eine Ansiedlung in Preußen nicht möglich war und auch später die staatlichen Stellen Gesuche für den Aufbau eines Klosters ablehnten vor dem Hintergrund, dass das Mutterhaus und der Generalabt der Kongregation im Ausland säße. Demgegenüber konnte beispielsweise die Beuroner Kongregation schon 1892 Maria Laach übernehmen.

## Die Benediktinerabtei
Das Priorat wurde unter der Leitung von Hermann Renzel (1846–1922) eingerichtet, auf dem Generalkapitel 1896 zur Abtei erhoben, und es wurde Hermann Renzel zum ersten Abt gewählt, der damit auch der erste Abt in den Niederlanden seit der Reformation war. Diente die frühere Pfarrkirche St. Clemens anfangs als Klosterkirche, konnte schon 1900 nach Plänen von Pater Petrus Lambrecht eine große neugotische Abteikirche errichtet werden, geweiht dem Hl. Benedikt. Seitdem nannte sich die Abtei St. Benedikt und St. Clemens. Dann gelang endlich nach weiteren gescheiterten Ansiedlungsversuchen in Deutschland 1906 die Gründung des Klosters Kornelimünster von Merkelbeek aus. 1920 wurde Romuald Wolters zum neuen Abt gewählt, der mit dem gesamten Konvent 1922/23 in das neu erbaute Kloster St. Benediktusberg in Vaals/Mamelis zog.
Merkelbeek wurde an die Unbeschuhten Karmeliten (OCD) verkauft, die bis 1965 dort im jetzt umbenannten „Kloster unserer Lieben Frau vom Heiligen Sakrament“  ein Theologicum betrieben. 1968 wird die Kirche abgebrochen und der Klosterkomplex zu einem Altersheim ›Huize Tieder‹ umgebaut. Seit 1992 als Asylzentrum genutzt wird 2009 alles abgerissen.